# Filippo Ambrosini
|  |  |  | Dieser Artikel wurde aufgrund von inhaltlichen Mängeln in der Qualitätssicherung des Portals Wintersport eingetragen. Dies geschieht, um die Qualität der Artikel aus dem Themengebiet Wintersport auf ein akzeptables Niveau zu bringen. Dabei werden Artikel gelöscht, die nicht signifikant verbessert werden können. Bitte hilf mit, die inhaltlichen Mängel dieses Artikels zu beseitigen, und beteilige dich bitte an der Diskussion! |

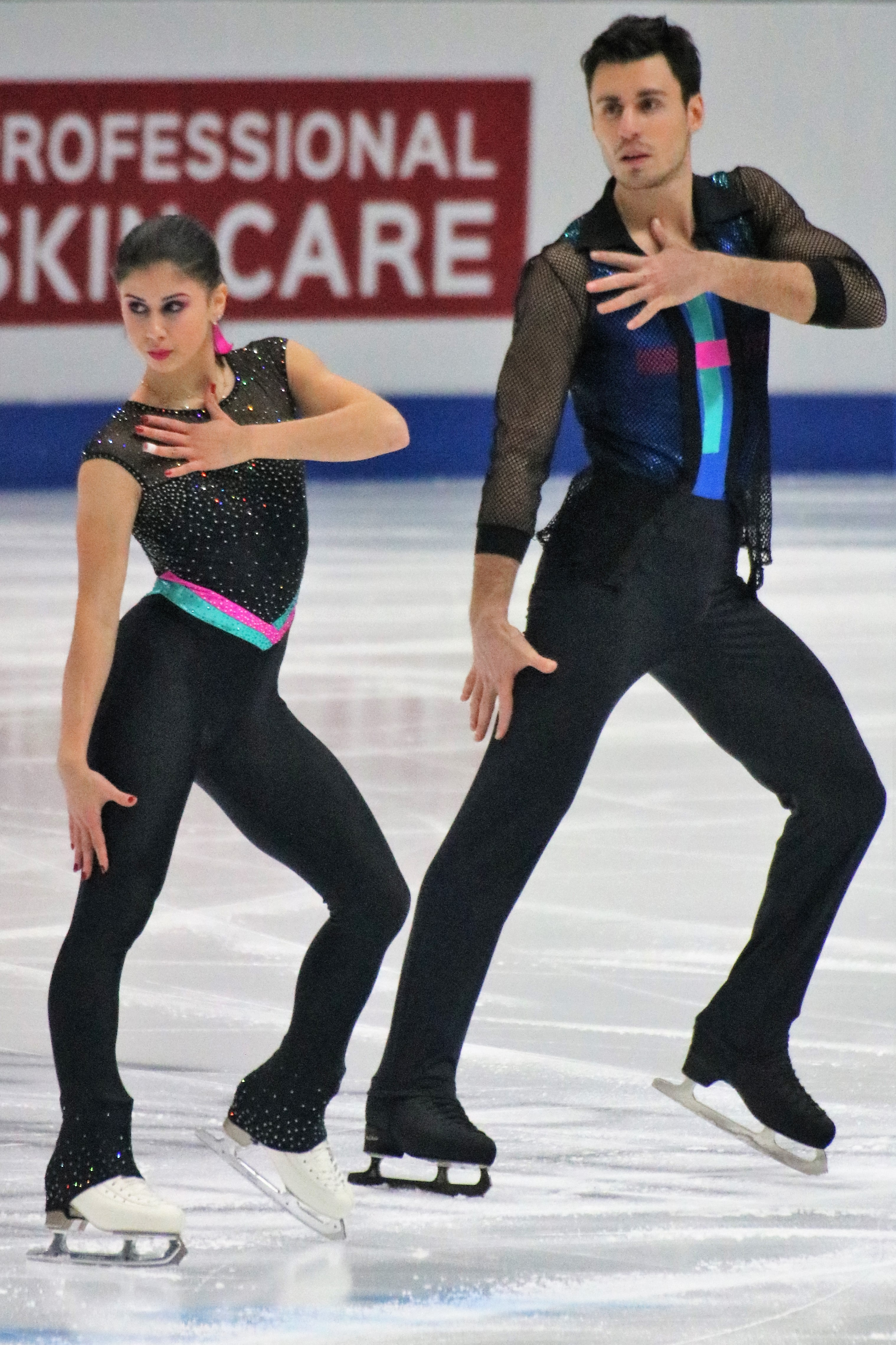
Filippo Ambrosini mit Rebecca Ghilardi bei den Eiskunstlauf-Europameisterschaften 2020

Filippo Ambrosini (* 26. April 1993 in Asiago) ist ein italienischer Eiskunstläufer.
Ambrosini begann 2001 mit dem Eiskunstlauf. Zu Beginn seiner Karriere nahm er an Einzelwettbewerben teil. In der Saison 2009–2010 debütierte er bei der ISU-Junior-Grand Prix-Serie und gewann den italienischen Juniorentitel.
Mit seiner Eiskunstlaufpartnerin gewann er zwei Medaillen bei Europameisterschaften, viermal den ISU Grand Prix und sechsmal die ISU Challenger Series. Er gewann Bronze beim Internationalen Pokal von Nizza.
Sie gaben ihr Grand-Prix-Debüt bei den Internationaux de France 2019, wo sie den achten Platz belegten. Beim Rostelecom Cup 2019 belegten sie dann den siebten Platz. Nachdem sie bei den italienischen Meisterschaften Silber holten, beendeten sie die Saison bei den Europameisterschaften 2020 mit dem achten Platz.